# Receptor GABA

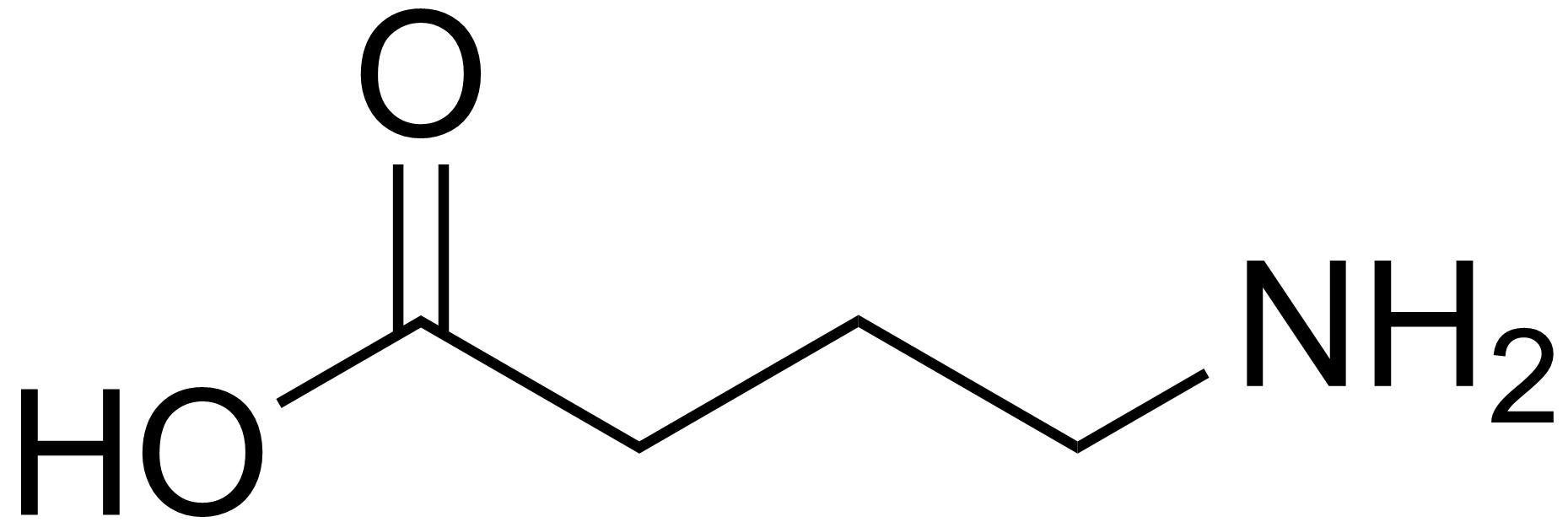
kwas γ-aminomasłowy (GABA)

Receptory GABA – rodzaje receptorów błonowych wiążących kwas γ-aminomasłowy (GABA), pełniących ważną rolę w funkcjonowaniu układu nerwowego. Receptory te dzielą się na trzy klasy: GABAA (receptor jonotropowy), GABAB (powiązany z białkiem G receptor metabotropowy) i zidentyfikowany później GABAC (receptor jonotropowy).

## Receptor GABAA
Receptor ten stanowi kanał chlorkowy zbudowany z pięciu podjednostek białkowych. Jego aktywność regulowana jest wiązaniem swoistego liganda – kwasu γ-aminomasłowego. Związek ten powoduje aktywację receptora i otwarcie kanału jonowego, co z kolei skutkuje zwiększeniem napływu jonów chlorkowych do wnętrza komórki. W związku z tym, że receptory te znajdują się w błonie komórkowej neuronów, napływ anionów Cl- powoduje wzrost różnicy potencjałów po obu stronach błony, czyli jej hiperpolaryzację. W efekcie utrudnione zostaje powstawanie potencjałów czynnościowych odpowiadających za przekazywanie informacji w układzie nerwowym. Z tego powodu GABA nazywany jest aminokwasem hamującym, a jego receptor receptorem hamującym.
Receptor GABAA oprócz miejsca wiążącego GABA, zawiera również domeny rozpoznające barbiturany, benzodiazepiny, kwas walerenowy, pikrotoksynę, alkohole i anestetyki. Miejsca te niekiedy określane są jako samodzielne receptory (np. receptor benzodiazepinowy).

## Receptor GABAB
W odróżnieniu od poprzedniego receptora, GABAB jest receptorem metabotropowym, powiązanym poprzez białko G z kanałem potasowym i wapniowym, jak również z cyklazą adenylową i fosfolipazą C. Zlokalizowane na presynaptycznych zakończeniach nerwowych, pełnią funkcję tak autoreceptorów, jak i heteroreceptorów, regulując uwalnianie neuroprzekaźników. Agonistą tych receptorów jest baklofen, lek zwiotczający mięśnie szkieletowe. Pobudzenie receptora GABAB skutkuje powolnym i przedłużonym zahamowaniem uwalniania neuroprzekaźników.